# Zanomys
Zanomys es un género de arañas araneomorfas de la familia Amaurobiidae. Se encuentra en las Norteamérica.

## Especies
Según The World Spider Catalog 12.0:
- Zanomys aquilonia Leech, 1972
- Zanomys californica (Banks, 1904)
- Zanomys feminina Leech, 1972
- Zanomys hesperia Leech, 1972
- Zanomys kaiba Chamberlin, 1948
- Zanomys ochra Leech, 1972
- Zanomys sagittaria Leech, 1972
- Zanomys ultima Leech, 1972